# Cochituate (Massachusetts)
Cochituate é um lugar designado pelo censo localizado no condado de Middlesex no estado estadounidense de Massachusetts. No Censo de 2010 tinha uma população de 6.569 habitantes e uma densidade populacional de 609,25 pessoas por km².

## Geografia
Cochituate encontra-se localizado nas coordenadas 42° 19′ 40″ N, 71° 21′ 08″ O. Segundo o Departamento do Censo dos Estados Unidos, Cochituate tem uma superfície total de 10.78 km², da qual 9.87 km² correspondem a terra firme e (8.48%) 0.91 km² é água.

## Demografia
Segundo o censo de 2010, tinha 6.569 pessoas residindo em Cochituate. A densidade populacional era de 609,25 hab./km². Dos 6.569 habitantes, Cochituate estava composto pelo 85.45% brancos, o 1.1% eram afroamericanos, o 0.05% eram amerindios, o 11.4% eram asiáticos, o 0.03% eram insulares do Pacífico, o 0.44% eram de outras raças e o 1.54% pertenciam a duas ou mais raças. Do total da população o 2.51% eram hispanos ou latinos de qualquer raça.